# العلاقات الليسوتوية الموريتانية
العلاقات الليسوتوية الموريتانية هي العلاقات الثنائية التي تجمع بين ليسوتو وموريتانيا.

## مقارنة بين البلدين
هذه مقارنة عامة ومرجعية للدولتين:
| وجه المقارنة                                              | ليسوتو                      | موريتانيا                 |
| --------------------------------------------------------- | --------------------------- | ------------------------- |
| المساحة (كم2)                                             | 32.96 ألف                   | 1.03 مليون                |
| عدد السكان (نسمة)                                         | 2.23 مليون                  | 4.42 مليون                |
| الكثافة السكانية (ن./كم²)                                 | 67.66                       | 4.29                      |
| العاصمة                                                   | ماسيرو                      | نواكشوط                   |
| اللغة الرسمية                                             | لغة إنجليزية، اللغة السوتية | اللغة العربية، لغة فرنسية |
| العملة                                                    | لوتي ليسوتو                 | أوقية موريتانية، أوقية ‏   |
| الناتج المحلي الإجمالي (بليون دولار)                      | 2.64 مليار                  | 5.02 مليار                |
| الناتج المحلي الإجمالي (تعادل القوة الشرائية) بليون دولار | 6.30 مليار                  |                           |
| الناتج المحلي الإجمالي الاسمي للفرد دولار أمريكي          | 1.07 ألف                    |                           |
| الناتج المحلي الإجمالي للفرد دولار أمريكي                 | 2.64 ألف                    | 3.91 ألف                  |
| مؤشر التنمية البشرية                                      | 0.497                       | 0.506                     |
| رمز المكالمات الدولي                                      | +266                        | +222                      |
| رمز الإنترنت                                              | .ls                         | .mr                       |
| المنطقة الزمنية                                           | ت ع م+02:00                 | 00                        |

## منظمات دولية مشتركة
يشترك البلدان في عضوية مجموعة من المنظمات الدولية، منها:
| علم المنظمة | اسم المنظمة                                 | تاريخ انضمام ليسوتو | تاريخ انضمام موريتانيا |
| ----------- | ------------------------------------------- | ------------------- | ---------------------- |
|             | البنك الإفريقي للتنمية                      | ?                   | ?                      |
|             | البنك الدولي للإنشاء والتعمير               | 25 يوليو 1968       | 10 سبتمبر 1963         |
|             | المركز الدولي لتسوية المنازعات الاستشارية   | 7 أغسطس 1969        | 14 أكتوبر 1966         |
|             | منظمة التجارة العالمية                      | ?                   | 31 مايو 1995           |
|             | منظمة حظر الأسلحة الكيميائية                | ?                   | ?                      |
|             | الأمم المتحدة                               | 17 أكتوبر 1966      | 27 أكتوبر 1961         |
|             | مجموعة دول أفريقيا والكاريبي والمحيط الهادئ | ?                   | ?                      |
|             | الاتحاد الأفريقي                            | ?                   | 25 مايو 1963           |
|             | وكالة ضمان الاستثمار متعدد الأطراف          | 12 أبريل 1988       | 8 سبتمبر 1992          |
|             | منظمة الشرطة الجنائية الدولية               | ?                   | ?                      |
|             | مؤسسة التنمية الدولية                       | 19 سبتمبر 1968      | 10 سبتمبر 1963         |
|             | يونسكو                                      | 29 سبتمبر 1967      | 10 يناير 1962          |
|             | مؤسسة التمويل الدولية                       | 29 سبتمبر 1972      | 29 ديسمبر 1967         |
|             | الاتحاد البريدي العالمي                     | ?                   | ?                      |
|             | الاتحاد الدولي للاتصالات                    | 26 مايو 1967        | 18 أبريل 1962          |

## وصلات خارجية
- موقع وزارة الخارجية الليسوتوية